# RFL Championship 1987-88
El Championship de 1987-88 fue la 93.º edición del torneo de rugby league más importante de Inglaterra.

## Formato
Los equipos se enfrentaron en formato de todos contra todos en condición de local y de visitante, el equipo que terminó en la primera posición al finalizar el torneo se coronó campeón, mientras que los últimos tres equipos descendieron.
Se otorgaron 2 puntos por cada victoria, 1 por el empate y 0 por la derrota.

## Desarrollo

### Tabla de posiciones
| Pos. | Equipo               | Encuentros | Encuentros | Encuentros | Encuentros | Tantos | Tantos | Puntos |
| Pos. | Equipo               | PJ         | PG         | PE         | PP         | F      | C      | Puntos |
| ---- | -------------------- | ---------- | ---------- | ---------- | ---------- | ------ | ------ | ------ |
| 1    | Widnes Vikings       | 26         | 20         | 0          | 6          | 641    | 311    | 40     |
| 2    | St Helens RFC        | 26         | 18         | 0          | 8          | 672    | 337    | 36     |
| 3    | Wigan Warriors       | 26         | 17         | 2          | 7          | 621    | 327    | 36     |
| 4    | Bradford Northern    | 26         | 18         | 0          | 8          | 528    | 304    | 36     |
| 5    | Leeds Rhinos         | 26         | 15         | 3          | 8          | 577    | 450    | 33     |
| 6    | Warrington Wolves    | 26         | 14         | 2          | 10         | 531    | 416    | 30     |
| 7    | Castleford Tigers    | 26         | 13         | 0          | 13         | 505    | 559    | 26     |
| 8    | Halifax RLFC         | 26         | 12         | 0          | 14         | 499    | 437    | 24     |
| 9    | Hull Kingston Rovers | 26         | 11         | 1          | 14         | 420    | 480    | 23     |
| 10   | Hull FC              | 26         | 11         | 0          | 15         | 364    | 595    | 22     |
| 11   | Salford Red Devils   | 26         | 10         | 0          | 16         | 368    | 561    | 20     |
| 12   | Leigh Centurions     | 26         | 9          | 0          | 17         | 416    | 559    | 18     |
| 13   | Swinton Lions        | 26         | 4          | 2          | 20         | 390    | 780    | 10     |
| 14   | Hunslet RLFC         | 26         | 4          | 2          | 20         | 363    | 779    | 10     |

|  | Campeón.                      |
|  | Desciende a segunda división. |

| Bandera de Inglaterra  |
| Campeón Widnes Vikings |
| Segundo título         |